# 董昆一
董昆一（1900年—1969年2月），化名董东复、刘志奇，祖籍山东省茌平县，出生于辽宁省昌图县，中华人民共和国政治人物。第三届全国政协委员、第四届全国政协委员。

## 生平
出生于辽宁省昌图县北部中农家庭。1915年冬举家迁至吉林省和龙县。 1916年春开始读小学。1920年入读和龙县师范讲习所，1921年结业，任和龙县立第二、第三小学教员。1922年就读延吉道立地方讲习所学习，1922年10月结业，任和龙县公立第七小学校长、县立一校单级班教员、县立二校高级主任教员、县立第四小学校长、县教育委员以及县督学、教育会长等职。1931年任珲春县督学，因领导珲春县三八妇女节运动，被驱逐回到和龙县。 
1931年九一八事变后，参加了中共北满特委领导的反帝大同盟，遭通缉，流亡关内，到北平华东大学挂名学生，从事革命工作。1932年，经国民政府铁道部总务司育才科科长周玑璋（中共地 下党员）介绍，出任潼关扶轮小学校长，以此为掩护从事革命活动。1934年8月，经党组织安排，调任塘沽扶轮小学校长，不久，由文斐然介绍加入中国共产党。1934年9月，创建塘沽第一个中共党支部并任支部书记。 1935年9月任平绥铁路康庄扶轮小学校长兼中共地下党支部副书记。1936年8月，在北平东方印书馆做编辑工作，并曾担任北平市民救国会委员。
抗日战争爆发后，1937年10月上旬北平党组织安排董昆一与赵志刚及赵妻王辩等三人到山东王辩的家乡从事抗日工作。在青岛经“平津学生流亡分会”负责人邹鲁风与山东党组织接上关系，然后以安置家属避难为名到诸城相州镇，住在王翔千（王辩的父亲）家，董昆一与王辩、赵志刚在相州成立“中共诸城临时特别支部”，赵志刚任书记，董昆一任支部委员。董昆一和赵志刚介绍中共一大代表王尽美的长子王乃征人党，并安排他回北杏村组织成立了中共北杏支部。1937年11月，董昆一和赵志刚去济南，通过“平津学生流亡分会”党的负责人刘居英与中共山东省委取得联系，向省委请示工作。根据省委指示，在诸城一带积极发动群众，组织抗日武装，开展抗日救亡运动。1937年12月下旬成立中共诸城临时县委，任临时县委副书记，主要负责与上级和各抗日团体的联络工作。1938年1月，日军侵占高密，高密县地主武装蔡晋康部转移到诸城县城。中共诸城临时县委决定与蔡部内的中共地下工作委员会合并，成立“中共鲁东南工作委员会”，董昆一是主要负责人之一。但临时县委仍保持原组织形式不变，重点抓全县抗日运动的组织发动。1938年2月，蔡部内的反动势力的排挤下，董昆一等人领导80多人脱离蔡部，1938年3月到达徐州，经地方党组织介绍转往连云港参加了由中共特别党员万毅领导的东北军第五十七军第一一二师第三三四旅第六六七团，负责该团的党的工作。1938年8月， 董昆一被党组织派往武汉的东北救亡总会工作。1938年10月，调任东北救亡总会西安总分会党团书记、联络部负责人、组织部负责人。1940年12月任中国工业合作协会洛阳分会工作，同时负责游击队工作。1942年8月，调太行区工商管理总局任支部委员、合作科科长。1943年1月任晋冀鲁豫边区政府建设厅生产科副科长。 
抗战胜利后，1945年11月赴东北。1945年12月任延边行政督察专员公署副专员。1946年4月，任延边专署专员。1947年2月任敦化专员公署专员。1947年11月任吉林省民政厅副厅长。 
中华人民共和国成立后，任东北人民政府商业部合作指导处副处长、东北区合作总社业务处长、推销处长、组教处长、总支书记，全国供销合作总社东北区办事处副主任。1955年任中华全国供销合作总社监事会监事、中国人民政治协商会议第三届全国委员会委员。著有《合作讲义》等书。五十年代末身患脑血栓。 